# Darwin on Trial
Darwin on Trial è un libro del 1991 sulla teoria dell'evoluzione e sul dibattito tra darwinismo e Intelligent Design. Il libro è stato scritto dal professore di diritto presso l'Università della California - Berkeley Phillip E. Johnson.
Johnson scrisse il libro immaginando di "processare" l'evoluzione come se fosse un imputato in un tribunale. Darwin on Trial è diventato un testo centrale del movimento del disegno intelligente

## Il libro
Johnson, professore di diritto presso l'Università della California, Berkeley, descrive come sua specialità quella di "analizzare la logica degli argomenti e identificare le ipotesi che si celano dietro questi argomenti". Dopo aver letto Evolution: A Theory in Crisis di Michael Denton (1985) e L'orologiaio cieco di Richard Dawkins (1986), giunse alla conclusione che la teoria scientifica dell’evoluzione è basata su presupposti materialistici e vuota retorica e decise di analizzare le prove a sostegno della teoria. Johnson afferma di non avere alcun interesse a difendere il racconto biblico della creazione contenuto nella Genesi. Piuttosto, Darwin on Trial si concentra sull’esame delle prove che i biologi evoluzionisti hanno portato a favore della teoria darwiniana, valutate, secondo quanto dice Johnson con una "mente aperta e imparziale".

## Critiche
Il libro ha attirato su di sé molte critiche. Le pretese di imparzialità di Johnson sono state messe in discussione da recensori che hanno affermato che "la forza trainante dietro il libro di Johnson non è né l'equità né la precisione", e che la pretesa imparzialità è contraddetta dall'obiettivo dichiarato di Johnson di "legittimare l'affermazione di una visione del mondo teistica nelle università laiche". Il paleontologo Stephen Jay Gould recensì duramente il libro in un articolo apparso su Scientific American.
Eugenie Scott ha commentato che il libro "insegna poco e non è accurato né sulla natura della scienza, né sul tema dell’evoluzione. Non è raccomandato né agli scienziati, né agli educatori". Eugenie C Scott and Thomas C Sager, Esq hanno scritto che "Johnson applica la sua abilità nel risolvere le controversie a una non controversia. Perché l'evoluzione c'è stata, e questo nella scienza (se non nell'opinione pubblica) non è più un dato controverso di quanto il fatto che la terra ruoti attorno al sole .. Lo storico della scienza alla Cornell University William Provine dichiarò che il suo corso di biologia evoluzionistica cominciava facendo leggere ai suoi studenti il libro di Johnson.